# マリアム・ミルザハニ
マリアム・ミルザハニ（マルヤム・ミールザーハーニー、波:    مریم میرزاخانی 、英: Maryam Mirzakhani、1977年5月12日 - 2017年7月15日）は、イラン人の数学者であり、スタンフォード大学で2008年9月1日から数学の教授を務めていた。彼女の研究分野はタイヒミュラー理論、双曲幾何学、エルゴード理論、シンプレクティック幾何学である。2014年に彼女はフィールズ賞を受賞し、これは女性としても、イラン人としても初であった。
ミルザハニは国際数学オリンピックで金メダルを1994年（香港）、1995年（トロント）に受賞し、天才少女として国際的な注目を浴びた。1995年の大会では、イラン人学生としては初の満点を達成した。
大きな紙にさまざまな双極型空間の図形を描いて、それらをより深く理解しようとした。
2013年、乳がんが見つかり、それが脊髄にまで転移し、2017年7月15日アメリカの病院で死去。
2018年に、ミルザハニの誕生日である5月12日が、International Women in Mathematics Day（数学における国際女性の日）と制定された。
2020年5月12日、映画「曲面の秘密」が公開された。

## 教育
ミルザハニは、テヘランの国立英才開発機構 (National Organization for Development of Exceptional Talents, NODET) が運営する、英才教育学校である Farzanegan School の高等部に進学した。彼女はテヘランのシャリフ工科大学で1999年に数学の学士号を取得した。2004年にはハーバード大学で博士号を取得し、フィールズ賞受賞者であるカーティス・マクマレンのもとで研究した。彼女は2004年にクレイ数学研究所の研究フェローになり、プリンストン大学の教授となった。

## 業績
ミルザハニはリーマン面のモジュライ空間の理論についていくつかの業績を上げている。ミルザハニは初期の研究において、所与の類を持つモジュライ空間の大きさを表現する公式を、境界成分の多項式として発見している。これにより彼女は、モジュライ空間におけるトートロジー集合の交差数に関するエドワード・ウィッテンの推測に新たな証明を与え、またコンパクトな双曲面における単純な閉測地線の長さに関する漸近線の公式を導き出した。次いで彼女の研究は、モジュライ空間のタイヒミュラー力学に移った。特に、タイヒミュラー空間における地震のフローはエルゴード的であるという、ウィリアム・サーストンが提唱し長らく解決されなかった予想を彼女は解決することができた。
2014年にミルザハニは「リーマン面とそのモジュライ空間の力学と幾何学に関する顕著な業績」を理由にフィールズ賞を受賞した。

## 受賞等
- フィールズ賞（2014年）[13][28][29]
- 国際数学者会議 (ICM 2014) 基調講演
- クレイ研究賞（2014年）[30]
- アメリカ数学会 サッター賞（2013年）(The 2013 AMS Ruth Lyttle Satter Prize in Mathematics) - 「アメリカ数学会から2年ごとに授与されるサッター賞は、直近6年間に女性によってなされた、数学研究への顕著な功績に対して贈られる。表彰は2013年1月10日の木曜日、サンディエゴでの合同数学会議で行なわれた[31]。」
- スタンフォード大学の数学の正教授に31歳で就任（2008年）
- アメリカ数学会 ブルメンソール賞（2009年）[31]
- Clay Mathematics Institute Research Fellow 2004[32]
- Harvard Junior Fellowship Harvard University, 2003[33]
- Merit fellowship Harvard University, 2003[33]
- IPM Fellowship The Institute for theoretical Physics and Mathematics, Tehran, Iran, 1995–1999.[33]
- 2010年の国際数学者会議でミルザハニは「Topology and Dynamical Systems & ODE」について招待講演を行なった[34]。
- マリアム・ミルザハニの講義 ハーバード大学 2014年11月22日
  - Dynamics Moduli Spaces of Curves I - YouTube
  - Dynamics Moduli Spaces of Curves Ⅱ - YouTube